# Île Derbin
L'Île Derbin est une île de l'arc des Aléoutiennes, un archipel de l'ouest de l'Alaska. Elle fait partie des îles Fox, un groupe d'îles à l'est des Aléoutiennes. Sa longueur est d'environ 0,840 km pour une largeur de 0,204 km.